# Johnny Hooper
Johnathan Masashi "Johnny" Hooper, född 24 juni 1997, är en amerikansk vattenpolospelare som spelar i USA:s herrlandslag i vattenpolo. Han deltog i olympiska sommarspelen 2020 där USA slutade på sjätte plats.
Hooper studerade vid University of California, Berkeley där han spelade för California Golden Bears. Han har tagit guld vid panamerikanska spelen 2019 och 2023.